# Chlosyne thekla
Chlosyne thekla is een vlinder uit de familie Nymphalidae. De wetenschappelijke naam van de soort is voor het eerst geldig gepubliceerd in 1870 door William Henry Edwards.